# لوحة مرنبتاح
لوحة مرنبتاح المعروفة أيضاً بـ بلوحة انتصار مرنبتاح ، وهي لوحة تذكارية لملك مصر مرنبتاح الذي حكم مصر بين 1213 - 1203 قبل الميلاد، وهي لوح سميك من حجر الجرانيت تذكر انتصار الملك مرنبتاح على الليبيين وحلفائهم، بينما تتحدث الأسطر الثلاثة الأخيرة من 28 سطرا عن حملة أخرى في كنعان والتي كانت جزءا من المملكة المصرية في ذلك الوقت. وقد اكتشفها المؤرخ «فلندرز بيتري» في طيبة -الأقصر حالياً- عام 1896 بعد الميلاد.
توجد اللوحة الآن في المتحف المصري بالقاهرة تحت رقم CG 34025. والتاريخ المكتوب عليها بالهيروغليفية هو: شيمو ||| اليوم 3 (أي في اليوم الثالث من الشهر الثالث من فصل الصيف «شيمو»)، وهذا التاريخ يعادل حسابيا 8 أبريل، وطبقاً لمخطوطات معبد الكرنك فقد حدث في هذا التاريخ الحرب ضد الليبين عام 1208 قبل الميلاد، وكانت المعركة في السنة الخامسة لحكم هذا الملك.

## وصف اللوحة

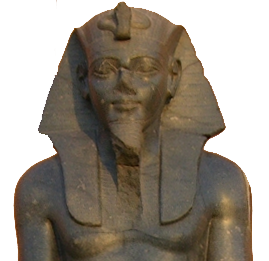
تمثال مرنبتاح بالأقصر.

يبلغ ارتفاع اللوحة 310 سنتيمتر وعرضها 160 سنتيمتر وسُمكها 32 سنتيمتر، وكانت أساساً لمعبد الموتى لأمينوفيس الثالث من الأسرة الثامنة عشر ومكتوب على خلفيتها تقرير عن المنشآت التي قام بها الملك في غرب طيبة وفي سوليب والأقصر والكرنك. وفي عهد العمارنة أزيل جزء من الصيغة المنحوتة عليها، واستخدمها الفرعون سيتوس الأول من الأسرة التاسعة عشر بعد ترميمها كلوحة تذكارية للإله آمون. توجد على مقدمتها وعلى خلفيتها رسماً مزدوجاً يظهر فيه الإله آمون رع واقفاً في الوسط، وفي نصف الصورة إلى اليمين يقدم الملك أمينوفيس الثالث ماءً بارداً «قبحو» ونبيذ «يرب» إلى أمون رع ويتبعه الإله خنس. في نصف الصورة الآخر إلى اليسار يُرى مرنبتاح يستقبل السيف المقوس «شيبش» من أمون رع، وتتبعه الآلهة موت. في الكتابة على هذا المشهد يقول آمون رع: 

### السطر 27
| i | i | z · Z1s · Z1s · r | i | A | r · Z1 | T14 | A1 · B1 · Z2s |

| i | i | z · Z1s · Z1s · r | i | A | r · Z1 | T14 | A1 · B1 · Z2s |

| f · k · t | G36 |

| f · k · t | G36 |

| b · n |

| b · n |

| O1 · r · t | N33B · Z2 |

| O1 · r · t | N33B · Z2 |

| f |

| f |

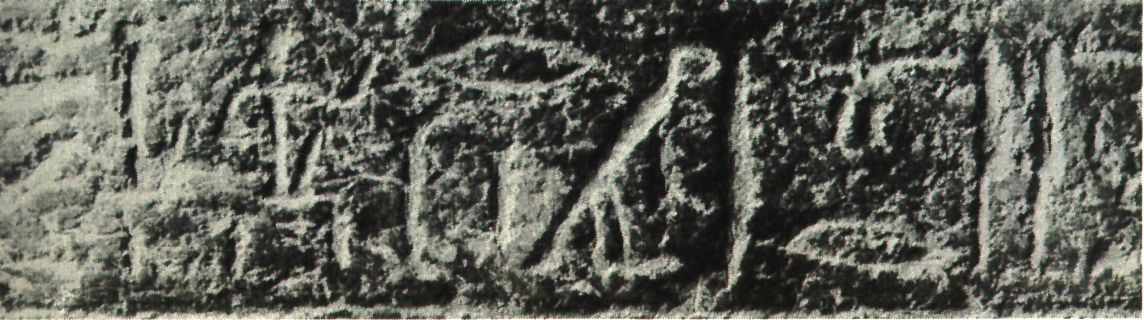
يذكر السطر 27 انتصار مرنبتاح ضمن حملة كنعان قائلا "دُمرت يزريآر ولم يعد لها بذور".

يختلف المؤرخون في تحديد ماهية الشعوب المعنية في حملة كنعان وخاصة شعب يزريآر. فقد ذهب البعض إلى أن القصد هم شعوب منطقة سهل مرج ابن عامر وأن الكاتب المصري القديم إنما كان يقصد البذور الفعلية وأن الزراعة لم تعد تنمو في سهل مرج ابن عامر خاصة لما ورد في أحد نصوص العام الثامن من حكم رمسيس الثاني والذي جاء فيه ذكر منطقة «يزريل» عند حديثه عن المناطق جنوب الفينيقية، بينما ذهب البعض الآخر إلى أن القصد هو إبادة هذه الشعوب بحيث لم يبق لهم وجود (استخدام تعبير بذور مجازيا). التفسير الأقرب والأكثر قبولا بين علماء المصريات هو أن الكاتب المصري هنا يشير إلى هزيمة الشعوب الكنعانية أشكلون وجيزر وينعم وإلى سحق يزريآر وتدمير مخازن البذور الخاصة بها مما سيؤدي إلى مجاعة في السنة التالية، وهو ما سيمنعهم من تشكيل أي خطر على مصر، وهي الطريقة التي كان يتبعها الكثير من الملوك المصريين.
اتجه البعض إلى الربط بين شعوب يزريآر وبين إسرائيل المذكورة في التوراة، واتخذوها كدليل تاريخي وذكر مصري وحيد دون أي دليل أو مبرر للربط بين يزريآر وبين إسرائيل. لكن معظم علماء المصريات يرون ذلك ربطا لا دليل عليه خاصة وأن باقي الشعوب الكنعانية المذكورة هي شعوب غير معروفة لنا الآن شأنها شأن يزريآر، ولأن النص يذكر تدمير شعب يزريآر والذي ذُكر سابقا في أحد نصوص رمسيس الثاني.